# ТЕЦ Gulf NC
14°1′57″ пн. ш. 101°42′43″ сх. д. / 14.03250° пн. ш. 101.71194° сх. д.
ТЕЦ Gulf NC — теплоелектроцентраль, яка споруджена у тайській провінції Прачінбурі.
У 2018 році на майданчику станції став до ладу парогазовий блок комбінованого циклу номінальною потужністю 127,4 МВт, в якому дві газові турбіни живлять через відповідну кількість котлів-утилізаторів одну парову турбіну.
Станція отримала довгостроковий контракт на викуп 90 МВт потужності державною електроенергетичною компанією Electric Generating Authority of Thailand (EGAT), тоді як надлишкова електроенергія та вироблена технологічна пара в обсягах 24 тони на годину постачаються підприємствам індустріальної зони.
Як паливо станція використовує природний газ (можливо відзначити, що через провінцію Прачінбурі проходить траса Четвертого трубопроводу).
Проект реалізували через Gulf NC Company Limited (GNC), власниками якої із частками 70 % та 30 % є Gulf Energy Development Public Company (найбільший тайський приватний інвестор в електроенергетику) та японська Mitsui.